# Mnesiclesiella crassipes
Mnesiclesiella crassipes är en insektsart som först beskrevs av Karsch 1889.  Mnesiclesiella crassipes ingår i släktet Mnesiclesiella och familjen Chorotypidae. Inga underarter finns listade i Catalogue of Life.